# Merlin, le faiseur de rois
Merlin, le faiseur de rois est une trilogie romanesque écrite par Michel Rio, composée des tomes Merlin (1989), Morgane (1999) et Arthur (2001), retravaillée en vue de la compilation en un tome parue en 2006. 
L'auteur propose une réécriture de la légende arthurienne, en racontant notamment que Merlin est né d'un inceste entre sa mère et son grand-père, un guerrier surnommé « le Diable ».